# Bajerovce
Bajerovce – wieś (obec) na Słowacji, w kraju preszowskim w powiecie Sabinov, w regionie zwanym Szaryszem. Zwarta zabudowa wsi znajduje się nad obydwoma brzegami potoku Ľubotínka.

Pierwsze wzmianki o miejscowości pochodzą z roku 1366.
Według danych z dnia 31 grudnia 2010 wieś zamieszkiwały 303 osoby, w tym 151 kobiet i 152 mężczyzn.
W 2001 roku względem narodowości i przynależności etnicznej 82,77% populacji stanowili Słowacy, 16,95% Rusini, a 0,28% Ukraińcy. 61,02% spośród mieszkańców wyznawało grekokatolicyzm, 35,31% prawosławie, 2,26% rzymskokatolicyzm, a 1,41% nie było wiernymi żadnego kościoła. We wsi znajdowało się 119 domostw.

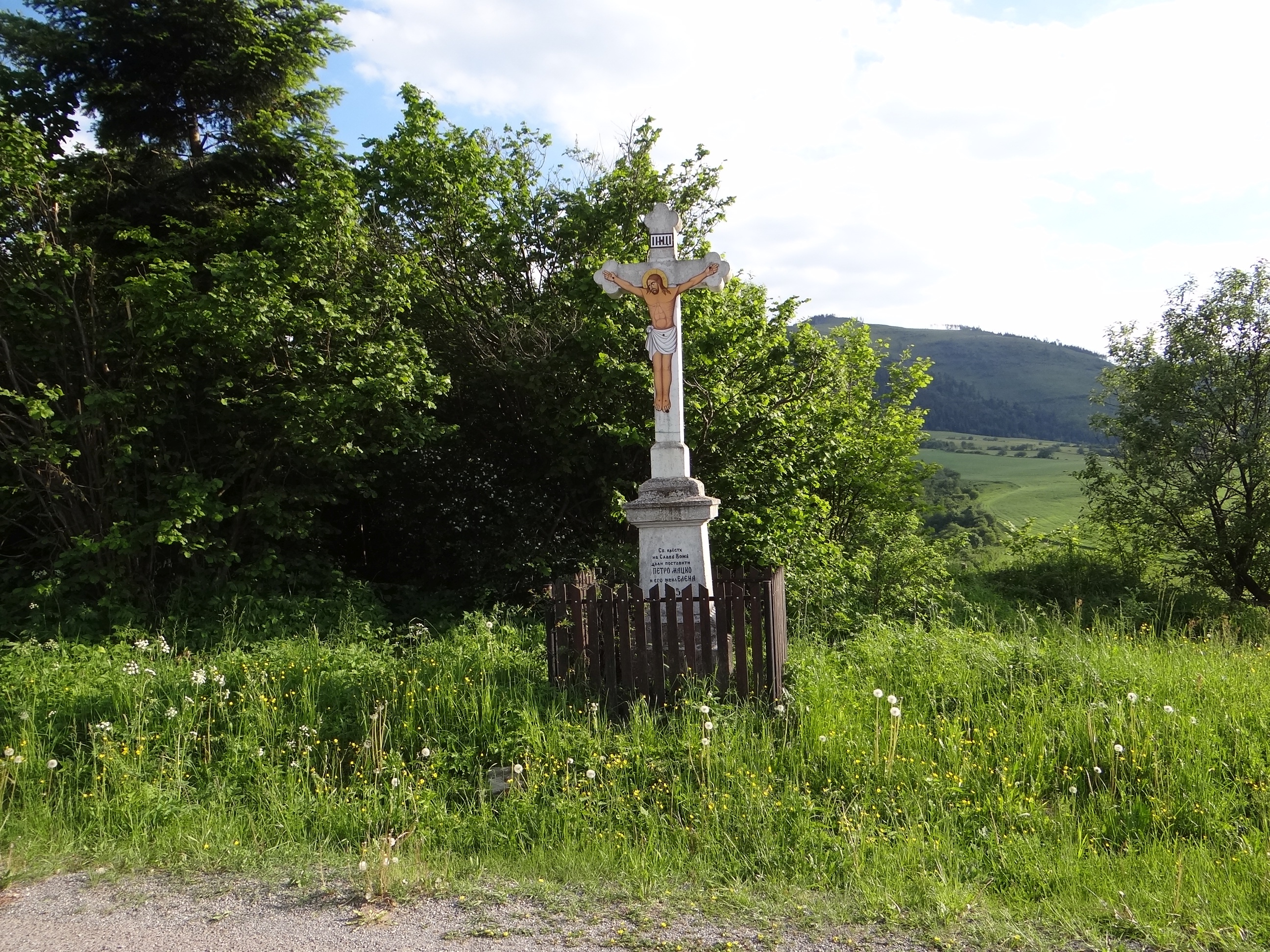
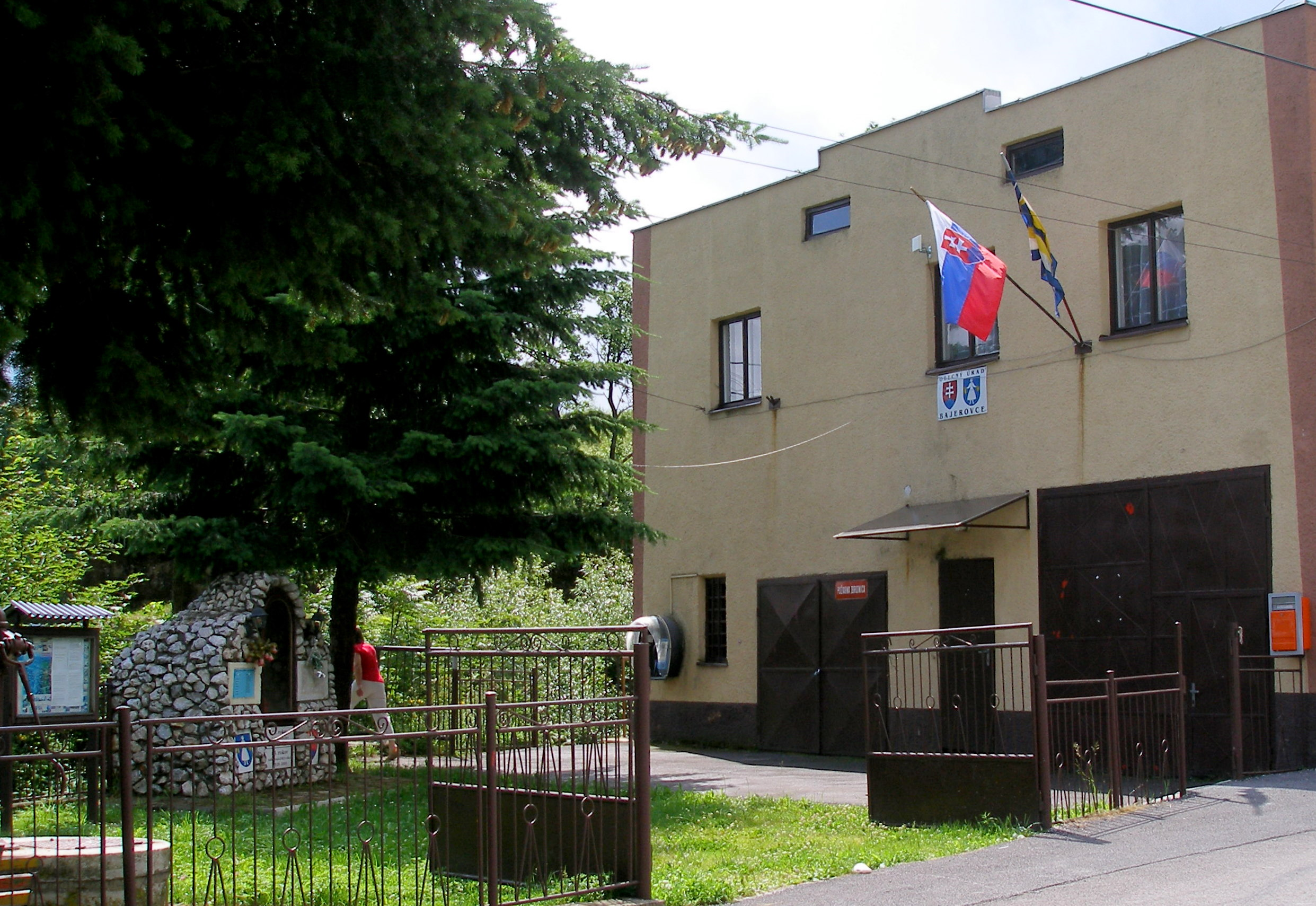
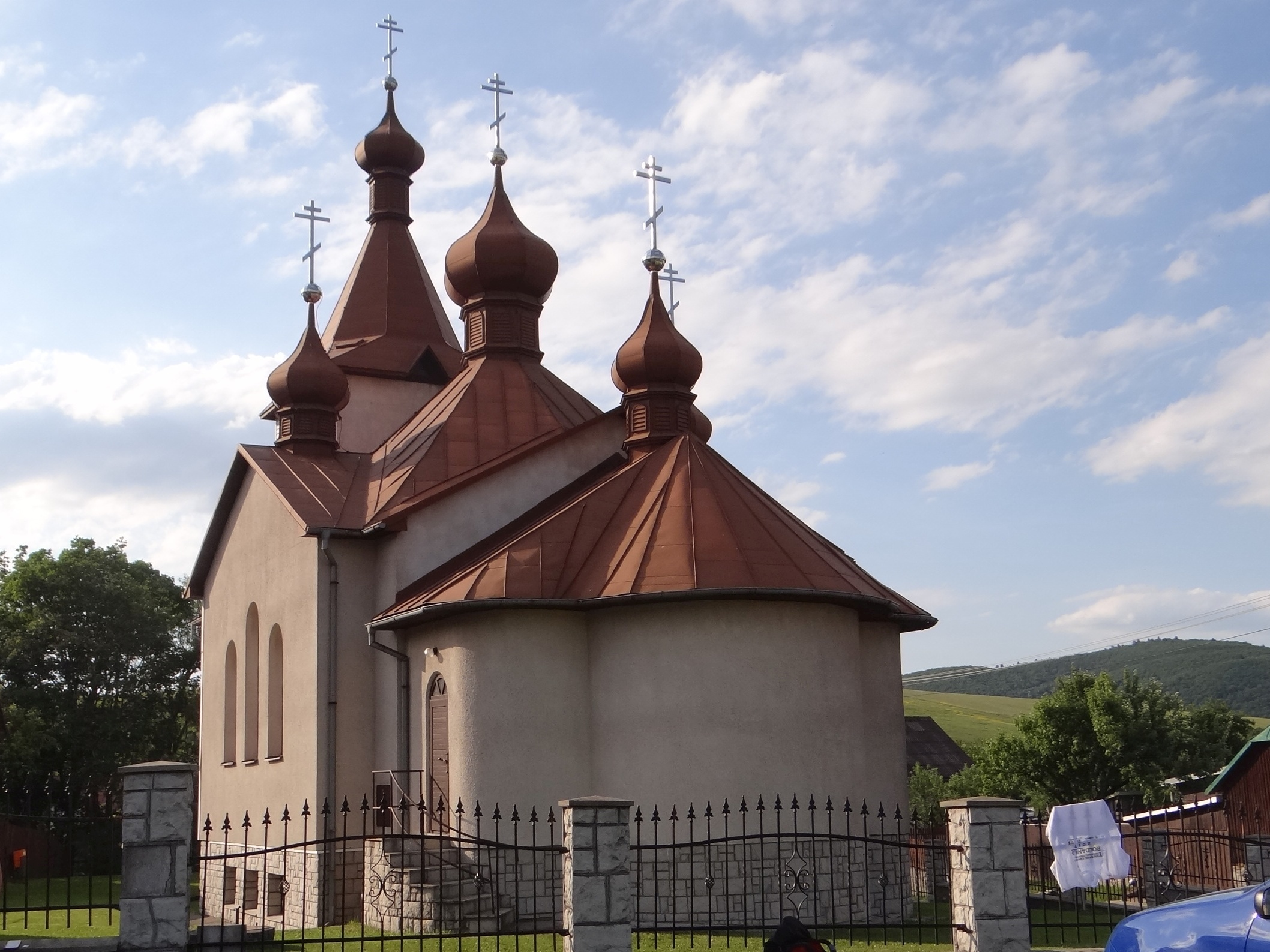